# Tetris (salle de spectacle)
Pour les articles homonymes, voir Tetris (homonymie).
 (avril 2018).
Le Tetris est une salle de spectacles et lieu de création situé au Fort de Tourneville (Le Havre). Ouverte depuis septembre 2013, Le Tetris est géré par l'association Papa's Production.
Avec ses 2 salles de 900 et 200 places, Le Tetris accueille une programmation pluridisciplinaire : musiques actuelles, danse, théâtre, humour, arts numériques, etc.
Le label « Scène de musiques actuelles - SMAC » lui a été attribué en avril 2018 par le Ministère de la Culture.